# Humraaz
Humraaz est un film indien de Bollywood réalisé par Abbas Mastan sorti le 5 juillet 2002.
Le film met en vedette Bobby Deol, Akshaye Khanna et Ameesha Patel. Le long métrage est un succès relatif au box-office et vaut à l'actrice principale, Ameesha Patel, une nomination aux Filmfare Awards pour son interprétation. Le film s'inspire du film américain Meurtre parfait.

## Box-office
- Box-office en Inde: 240 000 000 roupies[1].